# Куракина, Елена Степановна
Еле́на Степа́новна Апра́ксина (в замужестве княгиня Куракина, 5 сентября 1735 — 29 октября 1768) — дочь фельдмаршала Степана Апраксина, жена сенатора Бориса-Леонтия Куракина, одна из фавориток императора Петра III.

## Биография
Происходила из нетитулованной ветви Апраксиных. Старшая дочь фельдмаршала Степана Фёдоровича Апраксина (1702—1760) от брака с Аграфеной Леонтьевной Соймоновой (1719—1771). С детских лет была приучена к придворной жизни, великая княгиня Екатерина Алексеевна вспоминала:
Однажды императрица поехала обедать к генералу Степану Апраксину; мы были в числе приглашенных… На следующий день я узнала, что третья дочь генерала Степана Апраксина, у которого мы накануне обедали, умерла в этот день от оспы; я перепугалась: все дамы, приглашенные с нами на обед к генералу Апраксину, то и дело сновали взад и вперед из комнаты этого больного ребенка в покои, где мы были. Но и на этот раз я отделалась только страхом. Я увидела в первый раз в этот день двух дочерей генерала Апраксина, из которых старшая становилась очень красивой — ей могло быть тогда около 13 лет; это та самая, которая потом вышла замуж за князя Куракина…
6 февраля 1751 года 15-летняя Елена Степановна вышла замуж за гофмейстера, сенатора князя Бориса-Леонтия Александровича Куракина. По служебным обязанностям мужа и по собственной склонности к светской жизни, Елена Степановна зимой жила в Петербурге, а лето предпочитала проводить на петербургской даче на Неве или в подмосковном имении Ельдигине. Пышнотелая княгиня Куракина считалась одной из самых блестящих красавиц при дворе. За свой живой и весёлый характер, остроумие и любезность она была очень любима в обществе, а лёгкость её нравов давала обширную пищу для сплетен.
В своих «Записках» Екатерина II отмечала (при описании событий 1756 года) открытую связь Елены Куракиной с генерал-фельдцейхмейстером графом Петром Шуваловым. По мнению Екатерины, со стороны Куракиной главную роль в этих отношениях играл расчёт, а не любовь: Елена пользовалась Шуваловым для поддержки репутации своего отца при дворе, особенно во время следствия над ним. Также эти отношения помогали и самой великой княгине Екатерине Алексеевне при столкновениях с недругами, в результате чего при восшествии на престол Екатерина всегда благосклонно относилась к Куракиной.
Одновременно Елена Степановна вела любовную интригу и с адъютантом Шувалова, тогда малоизвестным Григорием Орловым. Романтическая история, о том, как граф Шувалов обнаружил эту связь, случайно застигнув любовников врасплох, наделала много шуму в Петербурге и, как считается, впервые обратила внимание Екатерины II на Григория Орлова.
Вскоре после восшествия на престол Петра III Елена Степановна обратила на себя внимание монарха. Князь М. М. Щербатов в памфлете «О повреждении нравов в России» так описывал поведение Куракиной:

Бесстыдство её было таково, что когда он (Л. А. Нарышкин) её отвозил домой рано поутру, хотел для сохранения чести её и более, чтобы не учинилось известно сие графине Е. Р. (Воронцовой), закрывши гардины ехать, она, напротив того, открывая гардины хотела всем показать, что была у императора.
Также, по утверждению Щербатова с отсылкой на слова Д. В. Волкова, секретаря Петра III, Куракина стала невольной виновницей появления манифеста «О вольности дворянства», на скорую руку сочинённого Волковым во время их свидания, чтобы скрыть его от «официальной» фаворитки Елизаветы Воронцовой, которой объявили, что государь занят с Волковым «рассуждением благоустройства государства».
В Сатирическом каталоге при дворе Екатерины II княгине Куракиной приписывалась книга под заглавием «Mille et une faveurs».
Её муж, Борис-Леонтий Куракин, скончался в 1764 году в возрасте 30 лет, оставив жене и детям много долгов. Их опекунами были назначены: графы П. И. и Н. И. Панины, граф Ф. А. Апраксин и А. Ф. Талызин. Опекуны, особенно граф Петр Иванович Панин, смогли привести в образцовый порядок огромное, но крайне обременненое долгами состояние Куракиных.

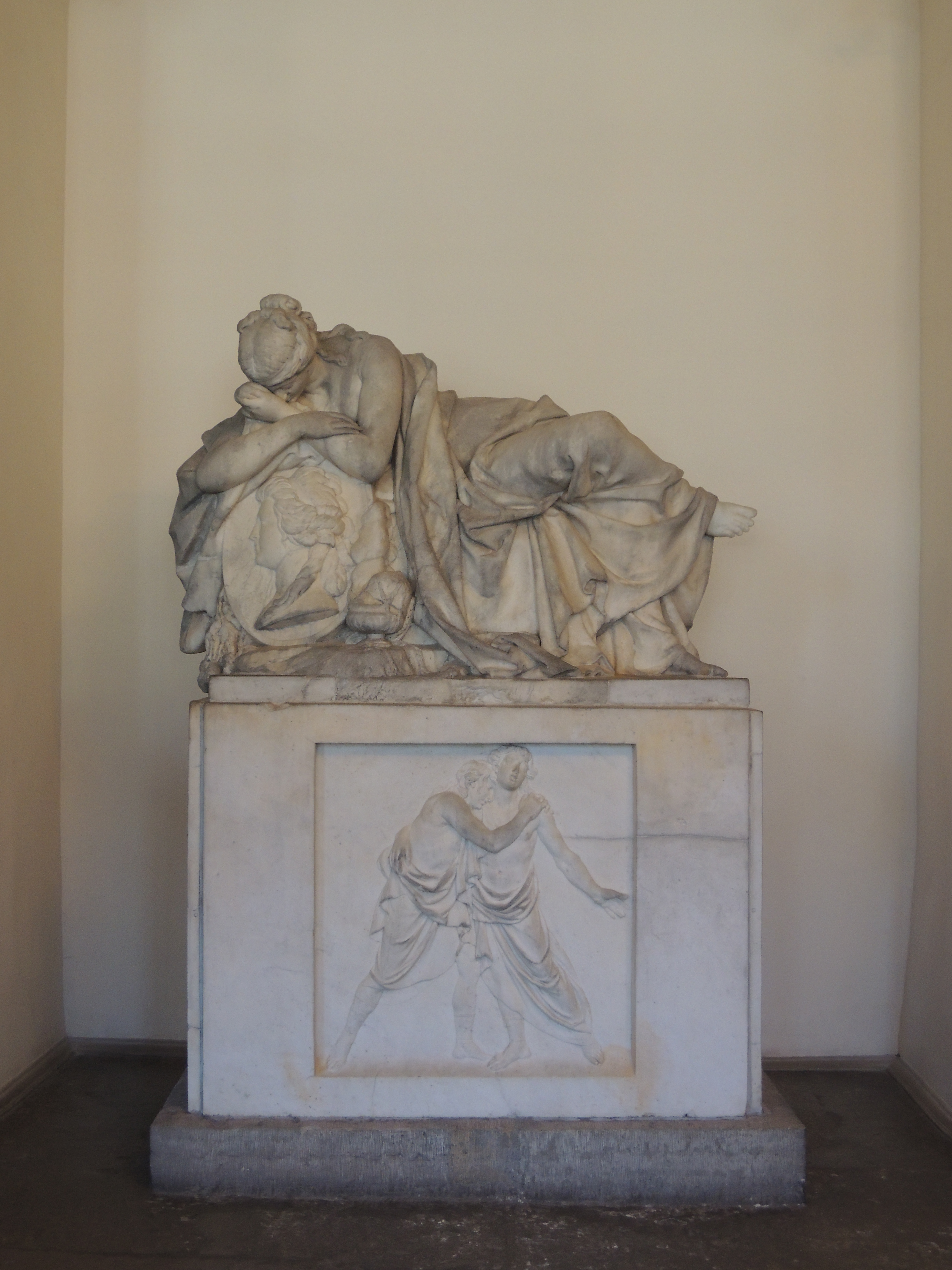
Надгробие княгини Куракиной

Елена Степановна пережила супруга всего на 4 года и скончалась в 1768 году в возрасте 33 лет. Была похоронена на Лазаревом кладбище Александро-Невской лавры, оставив после себя «любезных детей, четырёх сыновей», как было написано на мраморной гробнице работы Ивана Мартоса, воздвигнутой ей её сыновьями. Скульптура изображала склоненную женщину, рыдающую на могиле умершей княгини. На подножии обнимаются и плачут сыновья покойной.

## Семья
В браке с Борисом-Леонтием Куракиным у Елены Степановны родилось семеро сыновей и две дочери, из которых пятеро умерли в младенчестве.
- Александр Борисович (1752—1818), вице-канцлер Российской империи, посол в Вене и Париже (1808—1812)
- Аграфена Борисовна (ум. в детстве)
- Александра Борисовна (ум. в детстве)
- Степан Борисович (1754—1805) — генерал-майор, действительный тайный советник.
- Иван Борисович (13.06.1755—27.05.1756)
- Николай Борисович (1756—02.08.1758)
- Алексей Борисович (1759—1829) — генерал-прокурор, министр внутренних дел, действительный тайный советник 1-го класса
- Иван Борисович (1761—1827)
- Дмитрий Борисович (1763—1764)

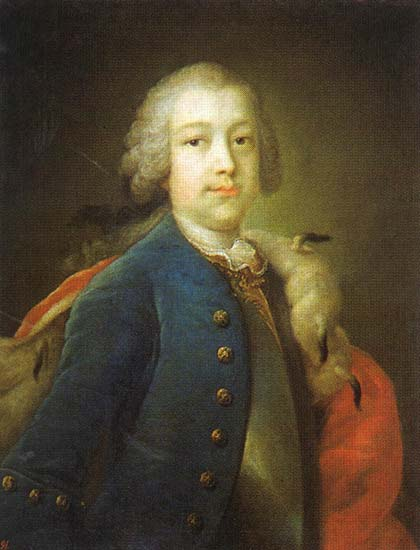
Борис-Леонтий Куракин
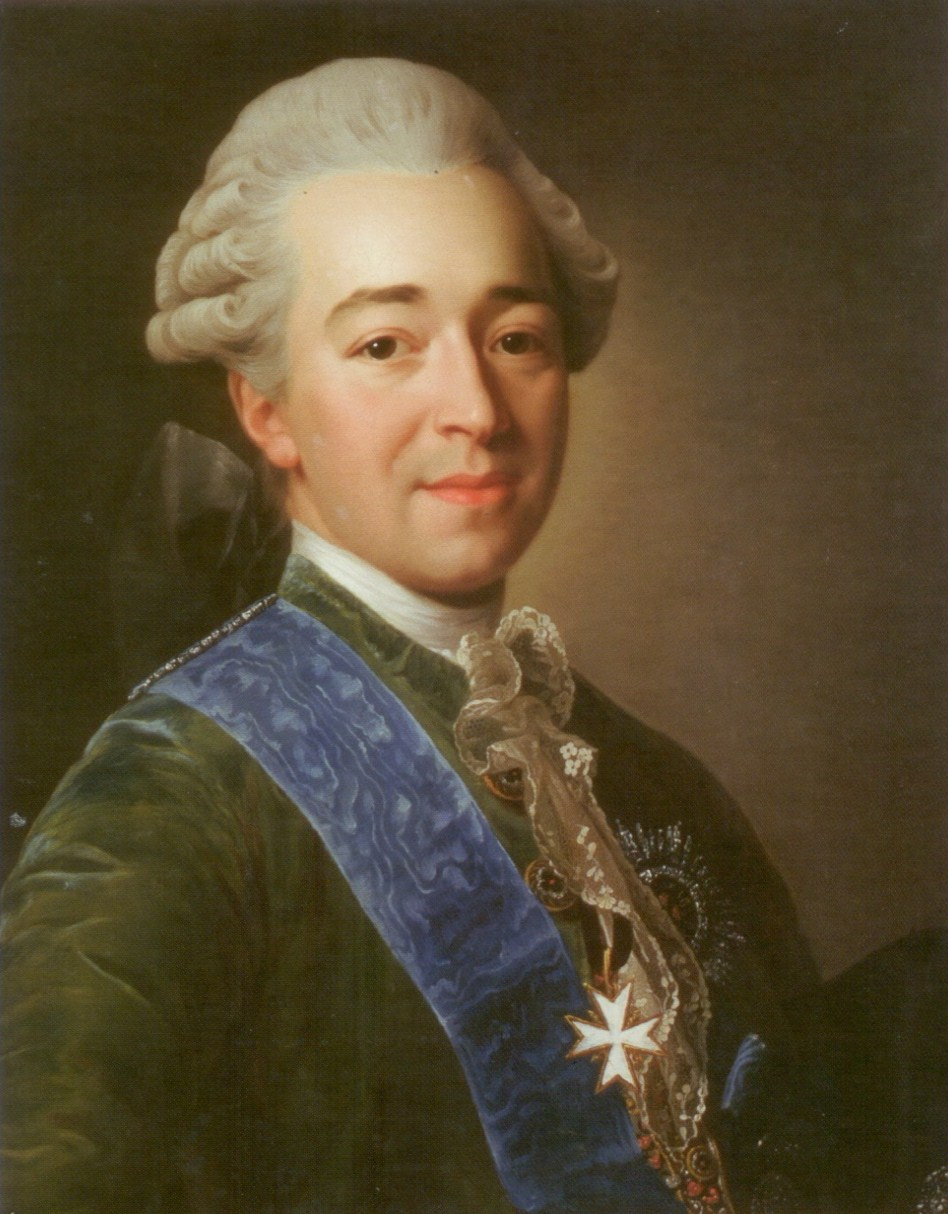
Александр Куракин
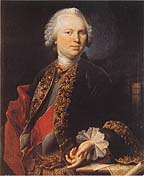
Степан Куракин
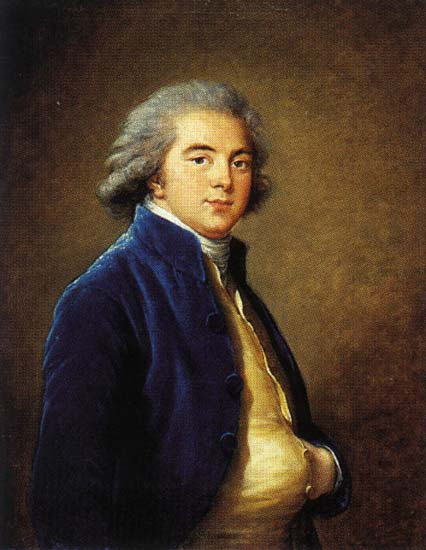
Алексей Куракин
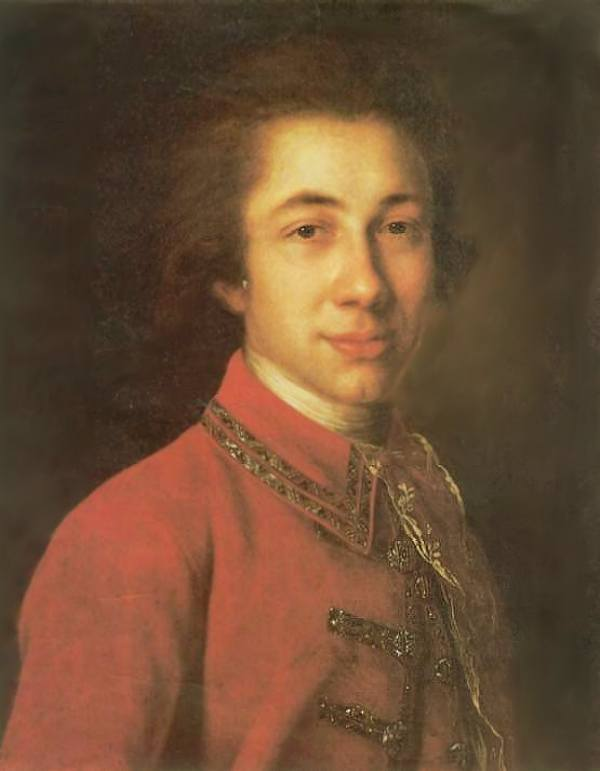
Иван Куракин